# Mora de Rubielos
Mora de Rubielos est une ville de la province de Teruel en Aragon (Espagne). Cette ville est la capitale de la comarque de Gúdar-Javalambre.

## Géographie
Commune située dans la région de l'Alto Mijares. Son altitude moyenne est de plus de 1 000 mètres, ses hivers sont secs et peu rigoureux, ses étés sont en alternance de chauds à doux.